# ケヴィン・ガメイロ
ケヴィン・ガメイロ（Kevin Gameiro, 1987年5月9日 - ）は、フランス・オワーズ県サンリス出身のサッカー選手。ポジションはフォワード。

## 経歴

### クラブ
2004年にRCストラスブールの下部組織に入団。2005年にプロ契約を交わし同年9月10日のパリ・サンジェルマンFC戦でプロデビューを果たした。UEFAカップにも出場し、レッドスター・ベオグラード戦では2ゴールを決める活躍をした。2006年2月26日、トロワAC戦で相手選手からタックルを受け、靱帯断裂をしてしまい6ヶ月間の離脱をした。2007-08シーズンはすべての試合に出場し6ゴールを決めた。
チームがリーグ・ドゥに降格したことに伴い、2008年夏にアンドレ＝ピエール・ジニャックをトゥールーズFCに放出したFCロリアンに移籍した。リーグ戦37試合に出場して11ゴールを決める活躍をした。2009-10シーズンは17ゴールを決め18ゴールのママドゥ・ニアン（マルセイユ）に次ぎ得点ランク2位になった。2010-11シーズンは自身最多となる22ゴールを挙げたが、25得点を挙げたムサ・ソウ（リール）には及ばず2シーズン連続で得点ランク2位となった。また、リーグ・アンベストイレブンに選出された。
これらの活躍が評価され、バレンシアCF、ビジャレアルCFなど主にスペインのクラブが獲得に乗り出したが、2011年6月12日にパリ・サンジェルマンFCと4年契約を結んだ。移籍金は約1500万ユーロ（約17億3000万円）。しかし2012年にズラタン・イブラヒモヴィッチが加入すると出場機会が減少した。
2013年7月24日、出場機会を求めてスペインのセビージャFCへ移籍が決定。契約は5年間。移籍金は1000万ユーロ。2013年9月1日のマラガ戦でリーガ初得点を挙げた。セビージャではリーグ戦通算92試合39得点を記録し、UEFAヨーロッパリーグ3連覇に貢献した。
2016年7月30日、アトレティコ・マドリードへ4年契約で移籍を果たした。移籍金は3200万ユーロ。2017年2月18日のヒホン戦では途中出場から、ハットトリックを達成した。2016-17シーズンはリーグ戦31試合12得点を記録した。
2018年8月12日、バレンシアCFへ3年契約で移籍した。コパ・デル・レイ決勝のFCバルセロナ戦では先制点を決め優勝に貢献した。
2021年7月18日、RCストラスブールに2年契約で加入した。

### 代表
U-20フランス代表として2007年のトゥーロン国際大会に出場し5得点を挙げ、得点王と最優秀選手賞を受賞した。
2010年8月、ローラン・ブランからA代表初招集を受け、UEFA EURO 2012予選のベラルーシ代表戦で後半に途中出場し代表デビューを飾った。2011年6月6日のウクライナとの親善試合で代表初得点を挙げた。

## 代表歴

### 出場大会
- U-20フランス代表
  - トゥーロン国際大会（2007年）

### 試合数
- 国際Aマッチ 13試合 3得点（2010年 - ）[9]

| フランス代表 | 国際Aマッチ | 国際Aマッチ |
| 年           | 出場        | 得点        |
| ------------ | ----------- | ----------- |
| 2010         | 1           | 0           |
| 2011         | 7           | 1           |
| 2012         | 0           | 0           |
| 2013         | 0           | 0           |
| 2014         | 0           | 0           |
| 2015         | 0           | 0           |
| 2016         | 4           | 2           |
| 2017         | 1           | 0           |
| 通算         | 13          | 3           |

### 代表での得点
| #  | 日付          | 場所                                       | 対戦相手   | スコア | 結果  | 試合                          |
| -- | ------------- | ------------------------------------------ | ---------- | ------ | ----- | ----------------------------- |
| 1. | 2011年6月6日  | ドネツィク、ドンバス・アリーナ             | ウクライナ | 1 – 0  | 4 – 1 | 国際Aマッチ                   |
| 2. | 2016年10月7日 | ナント、スタッド・ドゥ・ラ・ボージョワール | ブルガリア | 1 – 0  | 4 – 1 | 2018 FIFAワールドカップ・予選 |
| 3. | 2016年10月7日 | ナント、スタッド・ドゥ・ラ・ボージョワール | ブルガリア | 4 – 0  | 4 – 1 | 2018 FIFAワールドカップ・予選 |

## タイトル

### クラブ
パリ・サンジェルマンFC
- リーグ・アン : 2012-13

セビージャFC
- UEFAヨーロッパリーグ : 2013-14, 2014-15, 2015-16

アトレティコ・マドリード
- UEFAヨーロッパリーグ : 2017-18

バレンシアCF
- コパ・デル・レイ : 2018-19